# Bâtiment situé 1 rue Maksima Gorkog à Jagodina
Le bâtiment situé 1 rue Maksima Gorkog à Jagodina (en serbe cyrillique : Зграда у Ул. Максима Горког 1 у Јагодини ; en serbe latin : Zgrada u Ul. Maksima Gorkog 1 u Jagodini) se trouve à Jagodina, dans le district de Pomoravlje, en Serbie. Il est inscrit sur la liste des monuments culturels protégés de la république de Serbie (identifiant no SK 812).

## Présentation

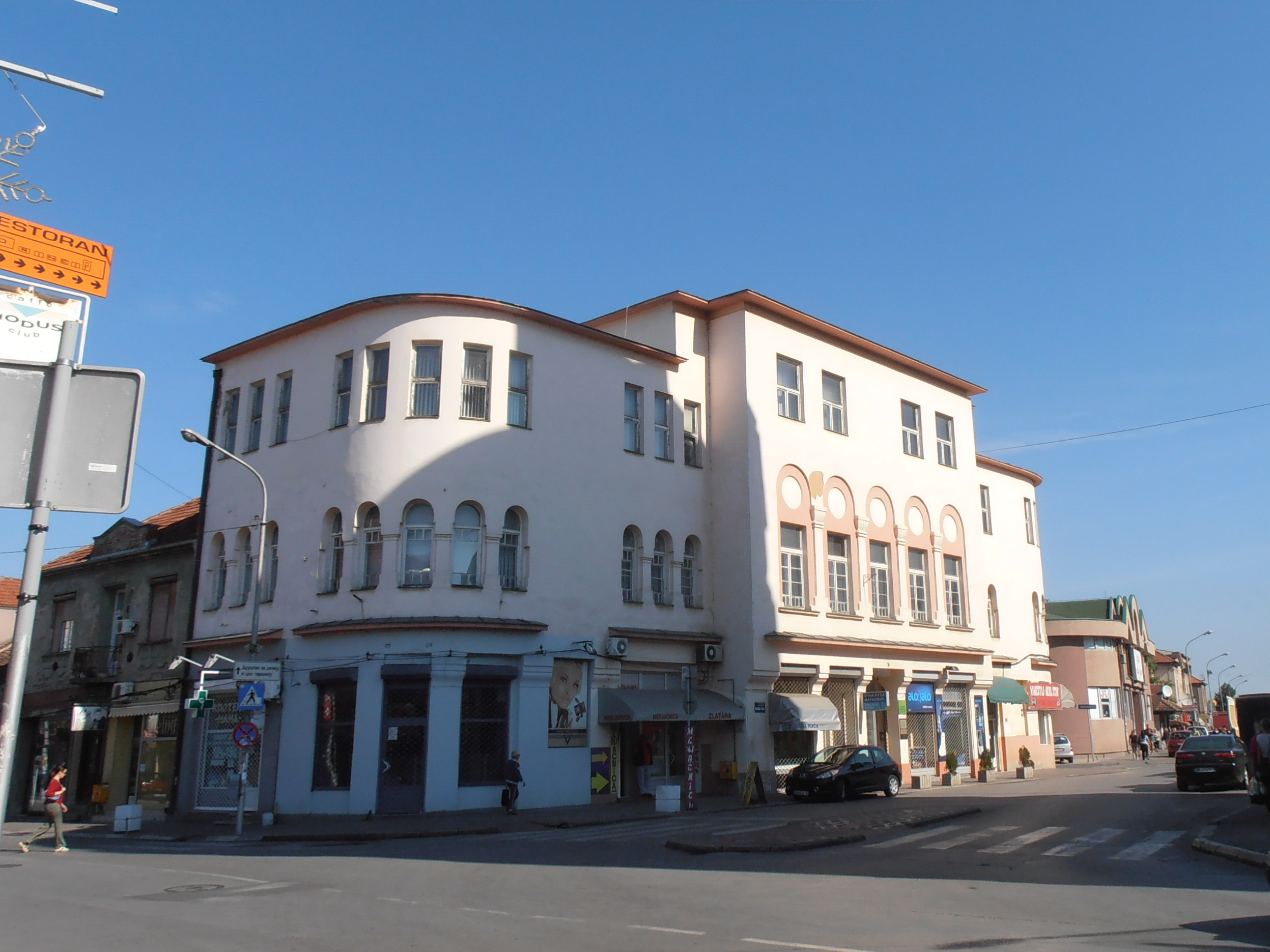
Autre vue du bâtiment.

Le bâtiment, situé 1 rue Maksima Gorkog à l'angle de trois rues, est connu comme la « Maison des commerçants de Jagodina » (en serbe : Dom jagodinskih trgovaca). Il a été construit en 1931 dans un style influencé par celui de l'architecture serbo-byzantine selon un projet de Momir Korunović.
À l'origine, le bâtiment était constitué d'un rez-de-chaussée et d'un étage mais il a été rehaussé d'un autre étage en 1970 ; dans l'opération, une riche décoration plastique a été détruite. La façade sur rue s'organise autour d'un bloc central en avancée, tandis que les parties latérales sont arrondies. La décoration du rez-de-chaussée se limite aux chapiteaux des pilastres et aux colonnes du porche d'entrée. Le premier étage est plus richement décoré, notamment avec des motifs en forme de croix entre les fenêtres et des cercles au-dessus des ouvertures. Les ouvertures sont rectangulaires au rez-de-chaussée et cintrées aux étages. La façade joue également d'un contraste entre l'ombre et la lumière.
À l'origine, le rez-de-chaussée était occupé par des locaux commerciaux, tandis que l'étage abritait les bureaux de l'Association du commerce ainsi qu'une grande salle pour les cérémonies et les fêtes.